# Улица Мёдова (Варшава)
 Памятник культуры: регистрационный номер 297 от 1 июля 1965 года.
Улица Мёдова — улица в Варшаве, находящаяся на границе Старого города и Муранува в дзельнице Средместье, длиной 600 метров. Тянется от Краковского предместья до площади Красинских. Часть улицы закрыта для движения транспорта.

## История улицы
Улица появилась в XV веке и являлась дорогой, связывающей два тракта, выходящих из города — улицу Длугу и улицу Сенаторскую.
Первоначально называлась Пжечна (пол. Przeczną). В XVI веке стала называться Мёдовнича, позднее Капуцинская и Мёдова. В 1807—1813 годах носила имя Наполеона. Это был первый случай присвоения имени человека улице в Варшаве.
С XVII века улица была застроена резиденциями магнатов и духовных лиц. Вид, близкий к современному, приобрела в XVIII веке.
3 ноября 1771 года на улице состоялось покушение барских конфедератов на короля Станислава Понятовского, который сумел сбежать от покушавшихся. 17 и 18 апреля 1794 года восставшие варшавяне атаковали находившееся на улице, во дворце Морштынов, российское посольство и посла Осипа Игельстрёма.
В 1887 году, после сноса дворца «Под звездой», улица была протянута от Сенаторской до Краковского предместья — в то время этот участок носил название Новомёдова. В 1908—1947 годах по улице проходил маршрут электрического трамвая.
Большая часть строений улицы была разрушена во время Второй мировой войны и восстановлена в 40-х, 50-х годах XX века. В 1946-1973 годах по улице проходил маршрут троллейбуса.

## Название
Название улицы связано с мёдом. Возможно, что это имело отношение к торуньским кондитерам, селившимися на улице в XVI веке. Также на этой улице, в доме № 14, в 1851 году, своё производство открыл Карл Ведель, основатель шоколадной фабрики «Ведель».

## Протяжённость улицы
Улица начинается от перекрёстка с Краковским предместьем, после чего идёт на северо-запад, пересекая улицы: Козью, Сенаторскую, проходит над туннелем трассы W-Z, затем пересекается с улицами Капуцинская, Капитульная и Шиллера, заканчиваясь на пересечении с улицей Длугой и площадью Красинских.
Участок между Краковским предместьем и Сенаторской закрыт для движения частного транспорта.
Продолжением улицы является улица Бонифраторская.

## Застройка
Застройка улицы Мёдовой включает в себя:
- № 1 — каменный дом
- № 2 — дворец Малаховских
- № 3 — каменный дом
- № 5 — дворец Краковских епископов
- № 6 — дворец Браницких, в котором находиться районная управа района Варшава—Средместье и городская управа
- № 8 — дворец Шанявских, в нём также некоторые учреждения районной и городской управ
- № 10 — дворец Млодзиёвских (Морштынов)
- № 12 — дом Кароля Байя
- № 13 — Костёл капуцинов
- № 14 — дворец Ходкевичей, используется как дом ремёсел и ресторан «Гоноратка»
- № 15 — дворец Паца, в нём располагается Министерство здравоохранения
- № 16 — греко-католическая церковь Успения Пресвятой Богородицы
- № 17 — дворец Борха
- № 18 — дом Генрика Лессла
- № 20 — дом Кроненберга
- № 21 — Консистория евангелистско-аугсбургского костёла. Христианская теологическая академия.
- № 22/24 — Здание Collegium Nobilium. Театральная академия имени Александра Зельверовича и комплекс государственной музыкальной школы № 1
- № 26 — Костёл пияров

Среди несуществующих сейчас зданий улицы интересны:
- № 7 — дворец Теппера, сейчас на его месте выезд туннеля трассы W-Z
- № 11 — дом страхового общества «Życie», сейчас на этом месте также выезд туннеля
- № 21/23 — дом Лессеров, сейчас на его месте постройки теологической академии.